# Pizzaservice

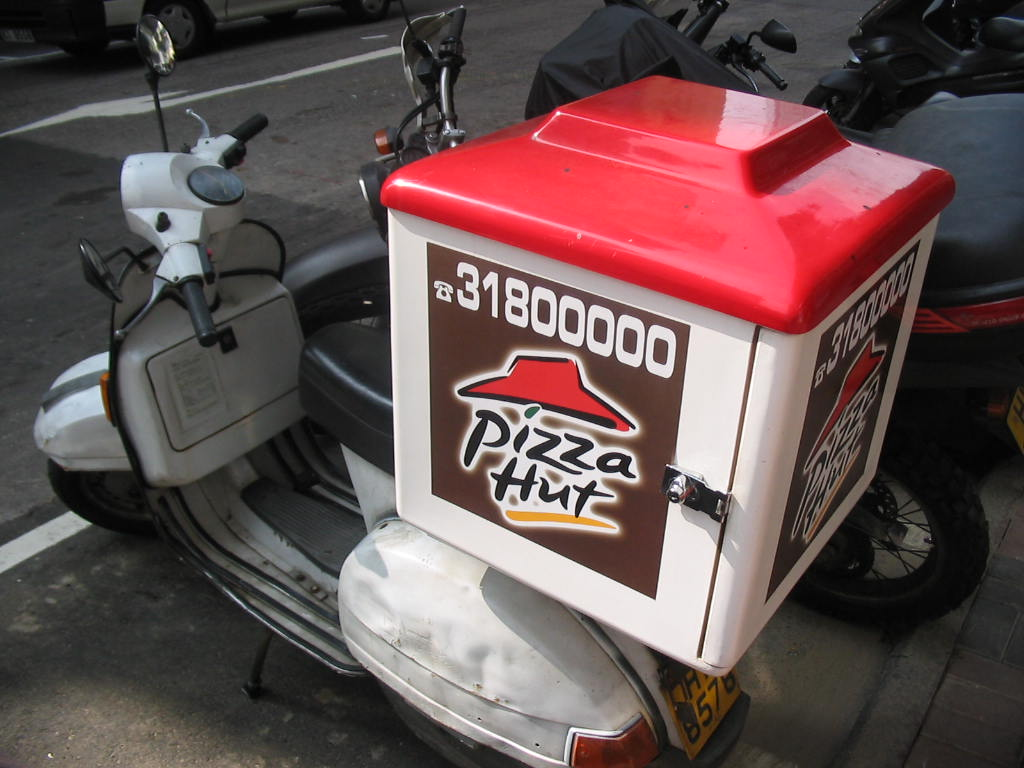
Motorroller von Pizza Hut in Hongkong

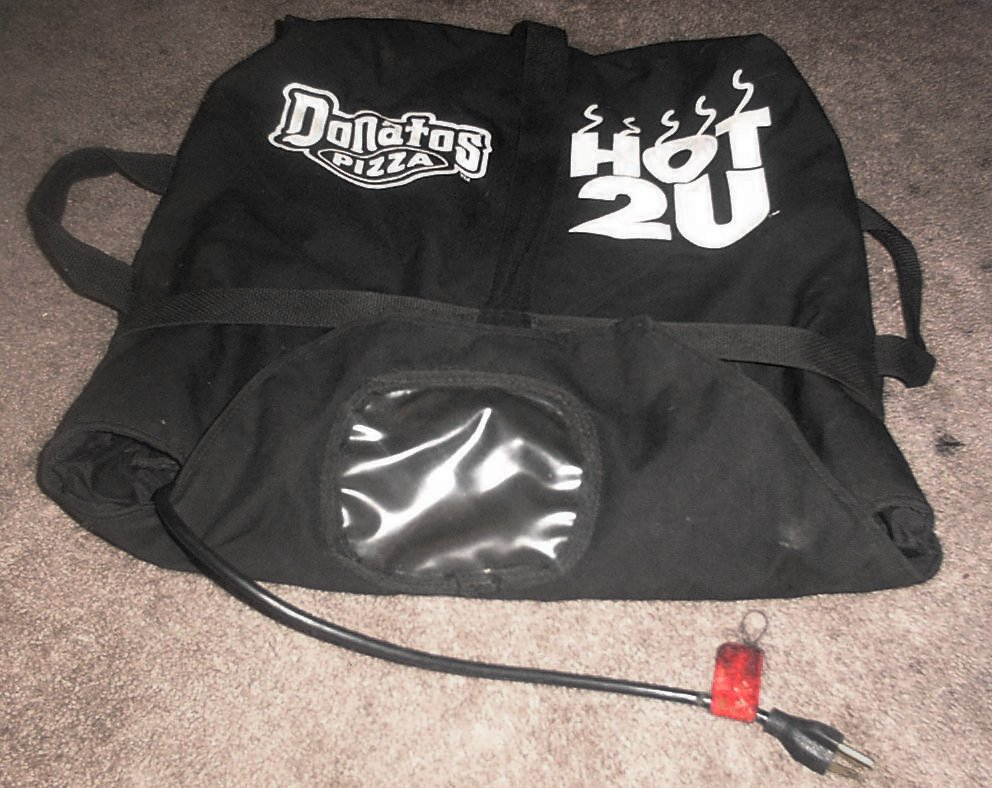
Thermotasche eines Pizzaboten

Ein Pizzaservice (Pizzataxi, Pizzakurier, Pizzabringdienst oder Heimservice) ist eine gastronomische Einrichtung, die Pizza zum Kunden liefert. Viele Pizzaservices liefern auch noch andere Gerichte wie Nudeln, Asiatisches und auch Getränke.
Dieser Bringservice wurde zunächst von Restaurants und Pizzerias angeboten, die neben ihrem Lokalbetrieb die Pizzen zusätzlich bei ihren Kunden anlieferten. Inzwischen gibt es viele Anbieter, die ausschließlich einen Außer-Haus-Service haben, insbesondere existieren große systemgastronomische Ketten. Die einzelnen Filialen werden in der Regel als Franchising betrieben. Dieses Verfahren wurde mittlerweile auch von anderen gastronomischen Richtungen übernommen.

## Merkmale
Die Betriebsabläufe sind hierbei überwiegend so gestaltet, dass die Auslieferung beim Kunden innerhalb eines möglichst kurzen Zeitraumes nach Eingang der Bestellung erfolgen kann. Je nach Größe des Betriebes ist ein Mitarbeiter ausschließlich damit beauftragt, Bestellungen entgegenzunehmen oder aber anderweitig eingesetztes Personal erledigt dies zusätzlich. Bestellungen können telefonisch, inzwischen aber auch via SMS und Internet erfolgen. Per GPS-Tracking können Kunden über das Internet in Echtzeit die Bewegung des Fahrzeugs verfolgen. 
Bei der Herstellung der Pizzen kommen in Filialen der Pizzaketten neben standardisierten Zutaten teilweise Backstraßen zum Einsatz, um eine gleichbleibende Qualität sicherzustellen und um Personal zu sparen. Die Fahrer oder auch Pizzaboten liefern die Pizzen anschließend in Pizzakartons verpackt in speziellen Thermotaschen/-behältern beim Kunden aus. Seltener werden kleine Warmhalteöfen, die in den Fahrzeugen fest installiert sind, eingesetzt. Bei den Fahrern handelt es sich häufig um Schüler oder Studenten, die nur gering bezahlt auf Stundenbasis arbeiten. Seltener sind Angestellte, die in der Systemgastronomie als Hauptbeschäftigung tätig sind.

## Unternehmensliste
- Call a Pizza
- Domino’s Pizza Deutschland
- Pizza Mann & Schnitzelhaus
- Smiley’s
- Pizza Hut
- Telepizza
- Dieci, der größte Anbieter in der Schweiz